# Pseudodoryctes femoralis
Pseudodoryctes femoralis är en stekelart som beskrevs av Szepligeti 1914. Pseudodoryctes femoralis ingår i släktet Pseudodoryctes och familjen bracksteklar. Inga underarter finns listade i Catalogue of Life.